# 마이크 노리스
마이크 노리스(Mike Norris, 1963년 1월 1일 ~ )는 미국의 배우, 각본가, 영화배우, 텔레비전 배우, 스턴트 배우이다.
리돈도비치에서 태어났다.

## 영화
- 아마겟돈 아메리카 (2016년)
- 아이 엠 가브리엘 (2012년)
- 매기스 페시즈 (2009년)
- 레이지 위딘 (2001년)
- 디에프원 (1999년)
- 로건의 전쟁 (1998년)
- 드래곤 퓨리 2 (1996년)
- 하드 커넥션 (1996년)
- 리퍼 맨 (1995년)
- 죽음의 반지 (1993년)
- 시티 레인져 (1993년)
- 델타 포스 3 (1991년)
- 서바이벌 게임 (1987년)
- 아틱 히트 (1986년) - 사보이 역